# Lucjan Szulc (1882–1962)
Lucjan Tadeusz Szulc (ur. 6 sierpnia 1882, zm. 27 listopada 1962) – podpułkownik artylerii Wojska Polskiego.

## Życiorys
15 lipca 1920 został zatwierdzony z dniem 1 kwietnia 1920 w stopniu majora, w artylerii, w grupie oficerów byłych Korpusów Wschodnich i byłej armii rosyjskiej. Służył w 12 Pułku Artylerii Polowej. 3 maja 1922 został zweryfikowany w stopniu podpułkownika ze starszeństwem z 1 czerwca 1919 i 46. lokatą w korpusie oficerów artylerii. W 1923 był zastępcą dowódcy tego pułku, który stacjonował w Złoczowie. Z dniem 1 marca 1924 został przeniesiony do 23 Pułku Artylerii Polowej w Będzinie na stanowisko zastępcy dowódcy pułku. W lipcu tego roku został przeniesiony do 27 Pułku Artylerii Polowej we Włodzimierzu Wołyńskim na stanowisko dowódcy pułku. W listopadzie 1925 został przeniesiony do 23 Pułku Artylerii Polowej na stanowisko dowódcy pułku. W maju 1927 został przeniesiony do kadry oficerów artylerii z równoczesnym przydziałem do 8 Okręgowego Szefostwa Artylerii w Toruniu na stanowisko referenta. W marcu 1929 został przeniesiony służbowo do Powiatowej Komendy Uzupełnień Łańcut na stanowisko pełniącego obowiązki komendanta. W czerwcu 1930 został zwolniony z zajmowanego stanowiska, z zachowaniem dotychczasowego dodatku służbowego.
W 1934, jako oficer stanu spoczynku, pozostawał w ewidencji Powiatowej Komendy Uzupełnień Lwów Miasto. Posiadał przydział do Oficerskiej Kadry Okręgowej Nr VI. Był wówczas „przewidziany do użycia w czasie wojny”.
Został pochowany na Cmentarzu Komunalnym Dębica w Elblągu.

## Ordery i odznaczenia
- Krzyż Walecznych[14]
- Medal Niepodległości – 16 marca 1937 „za pracę w dziele odzyskania niepodległości”[15]
- Krzyż Kawalerski Orderu Legii Honorowej[16]
- Medal Międzysojuszniczy „Médaille Interalliée”[16]